# От себя
«От себя» — пятнадцатый студийный альбом группы «Чайф». Был записан в мае — ноябре 2005 года, вышел в 2006 году. В качестве звукорежиссёра выступил Вячеслав Двинин.
Владимир Шахрин об альбоме: «У меня, конечно, есть вопросы, желание что-то изменить, но есть ощущение, что мы записали очень хорошую добротную пластинку. Если альбомом «48» мы в большей степени порадовали себя — не все её приняли, — то этой пластинкой мы порадуем именно поклонников группы «Чайф». Она как последний «Rolling Stones»: когда вроде бы и предсказуемо, слышишь именно то, что ждёшь от группы, и в то же время необычно и свежо».

## Список композиций
Музыка и слова Владимира Шахрина, кроме отмеченного.
| №   | Название                                             | Длительность |
| --- | ---------------------------------------------------- | ------------ |
| 1.  | «От себя»                                            | 4:58         |
| 2.  | «Не мечтали»                                         | 4:09         |
| 3.  | «Ангел» (слова — В.Двинин, музыка — В.Шахрин)        | 3:45         |
| 4.  | «Белая птица»                                        | 5:31         |
| 5.  | «Если б я был»                                       | 3:20         |
| 6.  | «Пригородный блюз № 3»                               | 6:01         |
| 7.  | «У обочины»                                          | 3:20         |
| 8.  | «Снился мне Аль Пачино»                              | 3:27         |
| 9.  | «А у нас как всегда»                                 | 4:46         |
| 10. | «Никогда не поздно» (музыка — В.Бегунов)             | 4:53         |
| 11. | «Бедная собачка»                                     | 2:15         |
| 12. | «За годом год» (слова — В.Двинин, музыка — В.Шахрин) | 3:25         |
| 13. | «Иначе»                                              | 5:33         |

## Рецензии
На альбоме «От себя» есть одна шикарная песня — «Белая птица» — и несколько просто хороших, но обречённых на гораздо менее долгую концертную и эфирную жизнь. Не в назойливой ротации, но в разумных дозах песни «Чайфа» стоит прописывать как лекарство от депрессии и мизантропии. Не меняясь принципиально, квартет в каждом альбоме доказывает, что сердечные русские песни под электрогитару — жанр совсем не мёртвый.
 — пишет Борис Барабанов в журнале Rolling Stone.

## Участники записи
- Владимир Шахрин — гитара, вокал
- Владимир Бегунов — гитара, слайд, вокал
- Вячеслав Двинин — бас-гитара, клавишные, вокал
- Валерий Северин — барабаны и перкуссия, вокал
- Концертный хор мальчиков и юношей «Мужской хоровой лицей», руководитель, аранжировщик, дирижёр — С. Пименов (13)
- Джаз-хор Государственной детской филармонии, руководитель аранжировщик, дирижёр М.Макарова (13)